# Guettarda urbanii
Guettarda urbanii är en måreväxtart som beskrevs av Erik Leonard Ekman. Guettarda urbanii ingår i släktet Guettarda och familjen måreväxter.
Artens utbredningsområde är Kuba. Inga underarter finns listade i Catalogue of Life.